# Mimosa (drink)
För andra betydelser, se Mimosa.
Mimosa är en drink bestående av lika delar vitt mousserande vin (enligt  bartenderförbundet International Bartenders Association skall det vara Prosecco) och apelsinjuice. Den serveras väl kyld i champagneflöjt, och är populär att dricka till brunch.

## Historik
Förmodligen skapades drycken av bartendern Frank Meier på Hôtel Ritz i Paris, med lika delar champagne och juice år 1925. Några år tidigare i London serverade herrklubben Buck’s Club i London en drink de kallade Buck’s Fizz, som bestod av två delar champagne och en del apelsinjuice, kanske med en skvätt grenadin i de tidigare versionerna. Möjligen finns det en koppling mellan de båda varianterna. På 1940-talet blev det känt att regissören Alfred Hitchcock uppskattade drycken, och det var han som etablerade drycken som något att servera till brunchen. Han var så förknippad med Mimosa att det florerar uppgifter att det var han som tog fram den när han var på besök i San Francisco.

## Varianter
Med olika juicer och viner har det skapats varianter på Mimosa, till exempel:
- Blushing Mimosa - apelsinjuicen blandas annanasjuice och några stänk grenadin. Grenadinet ger en röd färgton och "blushing" betyder rodnande.
- Apple Cider Mimosa - med äppelcider istället för apelsinjuice.